# 鄧玉震
鄧玉震（越南语：／，1894年1月1日—1971年9月21日），法國政府高級官員和法屬印度支那的法國抵抗運動成員。

## 生平
鄧玉震1894年1月1日出生於法屬交趾支那朱篤省周富。鄧玉震的父親名叫鄧玉武（Đặng Ngọc Võ），母親叫阮氏梅（Nguyễn Thị Mai）。他在1915年與露西·潘氏仙（Lucie Phan Thi Tien）結婚，在她過世後又與阮氏賢（Nguyen Thi Hien）結婚。
1913年鄧玉震進入公務員行列，擔任教師。1926年6月15日，鄧歸化爲法國公民。
1971年9月21日，鄧玉震在西貢逝世。

## 榮譽
- 大南龍星軍官勳位[1]
- 安南農業功勳勳章軍官勳位[1]
- 索瓦塔拉勳章軍官勳位[1]
- 柬埔寨王家勳章騎士勳位
- 萬象勳章騎士勳位
- 法國榮譽軍團勳章指揮官勳位[1]
- 英勇十字勳章
- 法國抵抗獎章（英语：Resistance Medal）
- 帶玫瑰的法國感恩獎章（法语：Médaille de la Reconnaissance française）
- 學術棕櫚勳章騎士勳位
- 帶柳枝的英勇佩星

## 外部鏈接
- DANG NGOC CHAN null - Légion d'honneur - Base de données Léonore （页面存档备份，存于）